# بوبي ريان (لاعب كرة قدم)
بوبي ريان (بالإنجليزية: Bobby Ryan)‏ (1 مايو 1979 بليمريك في جمهورية أيرلندا - ) هو لاعب كرة قدم أيرلندي في مركز الوسط. لعب مع باتريك أتلتيك ودونفرملين أثلتيك ونادي بوهيميان ونادي شيلبورن ونادي يميريك ونادي غالواي ‏ وMonaghan United F.C. ‏ وغالواي يونايتد ‏.

## وصلات خارجية
- بوبي ريان على موقع قاعدة بيانات كرة القدم.إي يو (الإنجليزية)
- بوبي ريان على موقع Soccerbase.com (لاعب) (الإنجليزية)